# 여산 (전한)
여산(呂産, ? ~ 기원전 180년)은 중국 전한 초기의 인물로, 전한 고제의 외척 여씨 일족의 일원이자 이성 제후왕이다.

## 일대기
고황후의 오라버니인 여택의 아들이며 여태의 아우로, 여택이 장수로서 공을 세웠기에 여택이 죽으면서 형과 함께 작위를 받아 교후(交侯)가 되었다. 다만 《사기》 혜경간후자연표에서는 고황후 원년(기원전 187년)이 교후(郊侯) 여산 원년이라고 하고, 《한서》 외척은택후표에서는 효(洨)와 비슷하게 생긴 문(汶)을 써 문후(汶侯)로 나온다.
혜제 7년(기원전 188년), 혜제가 죽고 고황후가 임조칭제하면서 여태 · 여록과 함께 장수가 되어 남북군을 통령했다. 고후 6년(기원전 182년), 여나라 왕[呂王] 여가가 교만하다 하여 고황후가 폐한 후 그 대신 여왕으로 봉해졌다. 고후 7년(기원전 181년), 고황후는 조 · 양 · 연 세 제후국의 유씨 왕통을 끊고 여씨에게 주었는데, 그 중 양나라가 처음으로 원래의 양왕 유회는 고황후가 죽인 조왕 유우를 대신했고 여산이 양왕에 봉해졌다. 여나라 왕은 유태가 맡았다. 그러나 여산은 양나라로 가지 않고 장안에 남아서 황제의 태부를 맡았다. 그리고 고황후는 양나라의 이름을 여나라로 고쳤고, 여나라의 이름을 제천(濟川)나라로 고쳤다. 또 여산의 딸이 조왕 유회의 왕후가 되었으나, 조왕은 이 왕후로 인해 자유를 잃었고 사랑하는 첩이 이 왕후에게 짐살당해 자결했다. 고황후는 조왕의 후사를 끊고 대왕 유항으로 대신하려 했으나 대왕이 사양했다. 여산은 승상 진평과 함께 여록을 조왕으로 천거했고 고황후의 승인을 받았다.
고황후 8년(기원전 180년), 고황후의 병이 심해지자 고황후의 명령으로 남군을 지휘하며, 북군을 지휘하는 여록과 함께 군권을 장악했다. 고황후 임종 전에 경계를 받았고, 고황후 사후 상국이 되었다.
여산은 여록과 함께 중앙 조정을 장악하여 전권을 휘둘렀는데, 제왕 유양이 여씨를 타도하겠다며 거병하자 관영(灌嬰)을 보내 유양을 토벌하게 했다. 그러나 관영은 형양에 이르러서는 유양과 짜고 서로 더 진격하지 않았다. 여산은 여록 등과 함께 변란을 일으킬 뜻을 품었으나 조정 안의 태위 주발(周勃)과 주허후 유장(劉章), 그리고 조정 밖의 관영과 제나라 · 초나라를 꺼려 함부로 결행하지 못하고 있었다. 그러던 차에 직위만 태위지 실상 군권을 행사하지 못하던 주발이 여록의 친구 역기(酈寄)의 아버지 역상(酈商)을 협박해, 역기는 그에 따라 여록에게 가서 여록과 여산이 모두 봉국으로 돌아가도록 말했다. 여산은 여록에게 이 소식을 전해 들었으나, 여러 여씨들과 같이 결단하지 못했다. 8월, 낭중령 가수(賈壽)가 여산을 찾아와서 봉국으로 가지 못하게 말리고, 관영이 제 · 초나라와 연합해 여씨들을 칠 것이라고 말했다. 여산은 급히 궁으로 들어갔다. 그러나 여록이 역기에게 속아 북군의 지휘권을 내놓고 떠나갔고, 주발이 이 군대를 손에 넣었다. 여산은 이를 미처 알지 못한 채 미앙궁으로 향했으나 들어가지 못해 배회했고, 그러다가 군사 1천을 거느리고 입궁하는 유장을 만났다. 여산은 유장의 공격을 받아 달아났으나 결국은 살해당했다. 여산의 죽음을 기점으로 결국 여씨들은 모두 제거당했다.

## 가계

### 관련 인물
| - 여가 - 여록 - 여문 - 여석지 | - 여치 - 여태 - 여택 - 여통 |